# История на астрономията
Астрономията като наука за движението и свойствата на небесните тела е една от най-древните естествени науки. В ранните етапи от развитието си е била едно цяло с астрологията, но в епохата на Ренесанса в Европа двете окончателно се разделят. Други теории, изследващи астрономическите обекти (астрофизика, космология и др.), също по-рано са се разглеждали като част от астрономията, но от края на XX век те вече са самостоятелни науки.

## Древен период
Астрономическата дейност на хората може да се проследи назад във времето поне до 4 – 6 хилядолетие пр.н.е., а най-ранното споменаване на имената на небесни светила е в религиозен текст за пирамидите („Текстове от пирамидите“), датиран към 15 – 13 век пр.н.е.. Отделни особености на мегалитните съоръжения и дори някои скални рисунки на първобитните хора се тълкуват като астрономически. Във фолклора също има множество подобни мотиви.
Периодичните изменения на небето са известни от древни времена:
- Смяната между ден и нощ.
- Смяната на фазите на Луната.
- Смяната на сезоните.

В съответствие с тези цикли се появяват единиците за измерване на времето: денонощие, месец, година. Макар взаимното разположение на звездите да изглежда неизменно, било забелязано, че няколко светила (планети) правят изключение от това правило. Наблюдавайки измененията на небесната сфера, хората забелязват връзката им със смяната на сезоните на Земята. Това ги навежда на мисълта, че небесните движения вероятно са свързани и с други земни явления – влияят на земната история или предсказват събития – раждането на царе, война, глад, епидемии и др. Доверието към фантазиите на астролозите съдейства значително за развитието на научната астрономия, тъй като владетелите имали нужда от тези „предсказания“. По тази причина древните астрономи отделят особено внимание на по-редки и непериодични явления като затъмнения, появяване на комета, падане на метеорити и др.
Най-древният астрономически уред са т.нар. гномон (пръчка за измерване на височината на Слънцето по хвърлената сянка) и календарът. По-късно се появяват различни инструменти за измерване на ъгли.

### Шумер и Вавилон
Шумеро-акадската държава Вавилон съществува от 2-ро хилядолетие пр.н.е. до 6 век пр.н.е. (в последните десетилетия го управляват халдеите, а през 6 век пр.н.е. страната е завладяна от Персия).
Жреците-вавилонци са оставили множество астрономически таблици. Те са познавали основните съзвездия в зодиака, въвели са делението на пълния ъгъл на 360° и са развили тригонометрията.
През 2-ро хилядолетие пр.н.е. шумерите имат лунен календар, усъвършенстван през 1-во хилядолетие пр.н.е. Годината е съставена от 12 месеца – шест по 29 дни и шест по 30 дни, всичко 354 дни. Отначало за съгласуване със слънчевата година (чиято продължителност те определили на 365 дни и ¼) добавяли 13-и месец, но след това престанали.
Обработвайки своите наблюдения, жреците открили много закони за движението на планетите, Луната и Слънцето и можели да предсказват затъмнения. През 450 пр.н.е. вавилонците вече са познавали метоновия цикъл (235 месеца с голяма точност съвпадат с 19 слънчеви години). Впрочем, китайците са го открили още по-рано.
Вероятно, именно във Вавилон се е появила седемдневната седмица (всеки ден бил посветен на едно от 7 светила, видими с просто око).

### Древен Египет
Астрономията в древен Египет играе значителна роля в религиозните ритуали, за определяне на датите на празненствата и за определяне на нощните часове. Запазени са храмови книги със записани движенията и фазите на Слънцето, звездите, Луната и планетите. По описания на гръцки автори египетската система е геоцентрична, но Меркурий и Венера се въртят около Слънцето, а заедно с него – и около Земята. Горните планети (наблюдавани в противостояние на Слънцето) се считали за въплъщения на бог Хор, а долните планети египтяните приемали за една. В Египет е широко разпространено и гадаенето по звездите. Различавали са 45 съзвездия. .
Всяка година Нил излизал от бреговете си и носел плодородни наноси. Разливите му са в началото на лятото и в същото време изгрява и най-ярката звезда Сириус, наричана от египтяните „Сотис“. Затова в Египет възниква т.нар. „сотически“ календар, в който година започва, когато Сириус се появявал на хоризонта в мига на изгрева. Една сотическа година е периодът между два изгрева на Сириус, т.е. съвпада с точния орбитален период от 365¼ дни, а гражданската година се състояла от 12 месеца по 30 дни плюс пет допълнителни дни, общо 365 дни. Месецът отначало се делял на три декади, но по-късно под влиянието на Вавилон се появява седемдневната седмица. Денонощието се дели на 24 часа, които отначало били неравни (отделно часове за светлите и тъмните периоди), но в края на 6 век пр.н.е. придобиват съвременен вид. В Египет, за разлика от Вавилон, се използва десетичната бройна система, но в денонощието, освен 10 светли часа, имало още по час за преход, затова стават 12 часа; същото важи и за нощните часове.

### Древен Китай
От страните на Източна Азия астрономия претърпява най-голямо развитие в Древен Китай. Още по време на митичната династия Ся (края на 3-то – началото на 2-ро хилядолетие пр.н.е.) в Китай имало две отделни длъжности на придворни астрономи. Легендите разказват, че астрономите Хо и Хи били екзекутирани, защото не предсказали затъмнение.
Паметникът на китайската литература Книга на песните (Шъдзин) от времето на династията Джоу съдържа много астрономически сведения . Приблизително по същото време китайците определят продължителността на годината (365,25 дни). Съответно разделят небосвода на 365,25° или на 28 съзвездия (според движението на Луната).
Обсерваториите се появяват през 12 век пр.н.е.. Китайските астролози са регистрирали прилежно всички необичайни събития на небето още много по-рано (затъмнения, комети – „звезди метли“, метеоритни дъждове, нови звезди). Първият запис за слънчево затъмнение е от 1328 г. пр.н.е., за лунно затъмнение – от 1137 г. пр.н.е., за появяване на комета от 631 пр.н.е., а първият метеоритен поток е описан през 687 г. пр.н.е.. Най-ранното съобщение за Халеевата комета се датира към 240 г. пр.н.е. Възможно е, наблюдаваната през 466 г. пр.н.е. комета също да е Халеевата. Започвайки от 87 г. пр.н.е. са отбелязани всички следващи появявания. През 301 г. за първи път са забелязани петната по Слънцето;по-късно те са отбелязвани нееднократно.
Други постижения на китайската астрономия са правилното обяснение на причините за слънчевите и лунните затъмнения, откриването на неравномерност в движението на Луната, измерването на сидерическия (орбиталния) период отначало за Юпитер (12 години, точно значение: 11.86), а от 3 век пр.н.е. – и за всички останали планети, както сидерическите, така и синодическите периоди с добра точност.
В Китай имало множество календари. Към 6 век пр.н.е. е открит метоновият цикъл (период, равен на 19 тропически слънчеви години, или 235 синодически месеца, или 6940 дни) и е наложен лунно-слънчев календар. Началото на годината е денят на зимното слънцестоене, началото на месеца е новолунието. Денонощието се деляло на 12 часа (чиито названия съвпадали с названията на месеците) или на 100 части.
В Китай постоянно се провеждали календарни реформи. Годините се обединяват в Китайски календар (60-годишен цикъл): всяка година се посвещава на едно от 12-те животни на Зодиака и на една от 5 стихии: вода, огън, метал, дърво, земя. На всяка стихия съответства една планета; съществува и шеста стихия – първична „ци“ (етер). По-късно ци се разделя на няколко вида: ин-ци и ян-ци, и други съгласно учението на Лао Дзъ (6 век пр.н.е.).

### Индия
За разлика от математиката древните индийци не бележат големи успехи в астрономията. В по-късни периоди те превеждат и коментират съчиненията на древните гърци . Най-ранните сведения за знанията на индийците за природните науки са от периода на Индската цивилизация, датираща от 3-то хилядолетие пр.н.е. През ведическата епоха индийците считат, че Вселената е разделена на три различни части: небе, небесен свод и Земя, за което свидетелства ведическата литература. Индийските учени, за разлика от вавилонските и древнокитайските, практически не се интересували от изучаване на звездите и не са съставяли звездни каталози.
През 5 век индийският астроном Ариабхата предполага, че не Слънцето се върти около Земята, а обратно. Ариабхата изказва и предположението, че Земята е кръгла и се върти около своята ос. Той обяснява, че движението от изток на запад на Слънцето и на звездното небе е илюзия, която се дължи на въртенето на Земята в обратната посока – от запад на изток. Построява математичен модел на въртящата се около оста си Земя и разглежда движенията на планетите около Слънцето (хелиоцентричен модел). Той дава обяснение и на слънчевите и лунните затъмнения и дори предсказва няколко.

### Инки и маи
При инките основен небесен обект е Млечният път (наричан от тях „Майю“ – река), на
който или в близост до който са разположени всички значими обекти. Положенията на Майю в периодите, когато поради въртенето на Земята оста на Млечния път се отклонява максимално от линията север – юг, отбелязват границите, разделящи света на четири сектора. На Земята под горе-долу същия ъгъл се пресичат двете централни улици на селището и напоителните канали .
Инките са познавали различието между звезди (на кечуа: Quyllur) и планети (на кечуа: Hatun quyllur). Известно е, че са наблюдавали Венера (Ч’аска), Юпитер (Пирва) и Сатурн (Хауча), но няма достоверни сведения да са наблюдавали Меркурий и Марс. Инкските наименования на планетите дават основания да се счита, че на техните астрономи са били известни спътниците на Юпитер и размазаните краища на диска на Венера, обусловени от атмосферата.
Цивилизацията на маите (II—X век) придава голямо значение на астрономическите знания, за което свидетелстват многобройните археологически разкопки на градовете на тази цивилизация.
Древните астрономи на маите умеели да предсказват затъмнения и щателно наблюдавали различни видими астрономически
обекти като Плеядите, Меркурий, Венера, Марс и Юпитер. Останките от градове и храмове обсерватории са впечатляващи. Запазени са само 4 ръкописа на различна възраст и текстове на стели.
Маите с голяма точност са определили синодическите периоди на всички 5 планети (особено почитали Венера) и създали много точен календар. Месецът на маите съдържал 20 дни, а седмицата – 13. Началото на хронологията на своя народ водят от 3113 г. пр.н.е.

### Древна Гърция
Елините се интересували от астрономия и тяхната небесна карта, както и много названия са останали в съвременната наука. Първоначално знанията им били повърхностни – например утринната и вечерната Венера се считали за различни светила , макар че още шумерите са знаели, че това е едно светило. Корекцията на тази грешка се приписва на Питагор и Парменид.
Питагорейците предлагат пироцентрически модел на Вселената, в който звездите, Слънцето, Луната и шестте планети се въртят около един централен огън , светейки с неговата отразена светлина. Това е първата математическа система на света, основана на логиката а не на въображението. Питагорейците считали Земята за кълбо, а смяната на деня и нощта свързвали с въртенето му
. Впрочем, някои от тях (Аристарх Самоски и др.) са привърженици на хелиоцентричната система. Аристарх първи се опитва да оцени и разстоянията до Слънцето и Луната и техните диаметри; при Слънцето греши с цял порядък – получава, че диаметърът му е 250 пъти по-голям от земния), но преди това всички мислели, че Слънцето е по-малко от Земята.
Платон, ученик на Сократ, вече не се съмнява в кълбовидната форма на Земята. Според Платон Космосът не е вечен, и дори нещо повече – Времето се е родило заедно с Космоса. Той призовава астрономите да разложат неравномерните движения на светилата на „съвършени“ движения по окръжности. На този призив откликва Евдокс от Книд, който става известен с изобретяването на астрономическия глобус и с приноса си за разбирането на движението на планетите. Той е учител на Архимед, който прави по-точни измервания на ъгловия диаметър на Слънцето.
Аристотел е ученик на Платон и в съчиненията си има както много рационални мисли (той доказва убедително че Земята е кълбо, опирайки се на формата на сянката ѝ при лунните затъмнения, изчислява обиколката ѝ на 400 000 стадия, или около 70 000 км – два пъти повече от реалната, но все пак нелошо за времето си), така и грешни твърдения: разделяне на земните и небесните природни закони, отрицание на атомизма, четири стихии като първооснова на материята плюс небесният етер, противоречива механика.
Ератостен доста точно определя дължината на земната окръжност и наклона на еклиптиката към екватора (т.е наклонът на земната ос); той предлага и въвеждането на високосните години, по-късно наречена юлиански календар.
Хипарх открива разликата между тропическата и сидерическата година и уточнява дължината на годината (365,25 – 1/300 дни). Хипарх въвежда понятията ексцентрицитет на орбитата, апогей и перигей, уточнява продължителността на лунните месеци (с точност до секунда) и средните периоди на завъртане на планетите. По неговите таблици са предсказвали слънчеви и лунни затъмнение с нечувана дотогава точност – до 1 – 2 часа. Именно той въвежда и географските координати – ширина и дължина. През 134 г. пр.н.е. в съзвездие Скорпион се появява нова ярка звезда. За да сложи ред в проследяването на измененията на небето, Хипарх съставя каталог на 850 звезди, разделяйки го на 6 класа според яркостта.
Системата на Хипарх е завършена от великия александрийски астроном, математик, оптик и географ Клавдий Птолемей. Той значително усъвършенства сферичната тригонометрия и съставя таблица на синусите (през 0,5°). Но главното му съчинение е – „Мегале синтаксис“ (Велико построение); арабите превръщат това название в „Ал Маджисти“, оттук и по-късното „Алмагест“, съдържащо фундаментално изложение на геоцентричната система. Макар и принципиално грешна, тя позволява с достатъчна за времето си точност да се изчисляват положенията на планетите на небето и удовлетворява практическите нужди в течение на много векове.

## Средновековие
През средните векове астрономическите познания и възгледи се развиват предимно в Арабския халифат и в държавите, възникнали след него, т.е. на територията на Средния и Близкия изток, Северна Африка и значителна част от Пиренейския полуостров (Андалусия). Периодът на най-голямо развитие е между 8 и 15 век; в течение на почти целия този период развитието на астрономията като точна наука е практически ограничено в ислямския свят. Съчиненията на ислямските астрономи са написани като правило на арабски език, който се счита за международния език на средновековната наука; поради това астрономията на ислямското Средновековие се нарича арабска астрономия, макар принос в нейното развитие да имат не само арабите, но и представители на други народи, населявали тези територии. Главен източник на арабската астрономия е астрономията на Древна Гърция, а на ранните стадии – също на Индия и зороастризмът от Иран.
В средновековна Европа основните научни трудове на гърците и на техните арабски ученици били преведени през 11 – 12 век на латински. Основоположникът на схоластиката Албертус Магнус и неговият ученик Тома Аквински внедряват учението на Аристотел в църковното учение, приспособявайки го към католическата традиция. Оттогава нататък системата на света според Аристотел – Птолемей фактически се слива с догмата на католицизма. Експерименталното търсене на истината се заменя с присъщата на теологията методика – търсене на подходящи цитати в канонизираните съчинения и тяхното пространно тълкуване. Астрономите се занимават предимно с наблюдения на видимите движения на планетите, съгласувайки ги с приетата геоцентрична система на Птолемей. Нещата се променят рязко с настъпването на Ренесанса.

## Ренесанс
През 1471 г. Йохан Региомонтан основава една от първите астрономически обсерватории в Европа, а 3 г. по-късно издава известните си „Ефемериди“ – таблица за координатите на звездите, положението на планетите и затъмненията за всеки ден от 1475 до 1506 г. Това са първите астрономически таблици, отпечатани с изобретения от Йоханес Гутенберг метод за печат. Те са използвани от Вашку да Гама, Христофор Колумб и други мореплаватели при техните пътешествия.
Счита се, че Ренесансът започва с предлагането на идеята за хелиоцентричната система, при която Земята се върти около Слънцето, а не обратното. Това прави Николай Коперник, който излага първоначален неин вариант в книгата си За въртенето на небесните сфери (De Revolutionibus Orbium Coelestium, 1530 г.) и привежда пълно математическо доказателство с геометрични построения. Неговата теория е приета, по-късно защитавана и разширена от Галилео Галилей и Йохан Кеплер.
Галилео е един от първите астрономи, използвали телескоп за наблюдение на звездите. Той конструира телескоп с увеличение 20x и открива четирите луни на Юпитер през 1610 г. Това е и първото наблюдение на спътници на друга планета. Той открива също планините и кратерите на Луната и наблюдава (и правилно обяснява) слънчевите петна. Галилей открива и цикличния характер на вида на Венера, наподобяващ лунните фази, което подкрепя, макар и да не доказва еднозначно, хелиоцентричната система. 